# Космодем'янська Зоя Анатоліївна
Зо́я Анато́ліївна Космодем'я́нська (13 вересня 1923, село Осино-Гай (нині Гавриловський район) Тамбовської області — 29 листопада 1941, село Петрищево Наро-Фомінського району Московської області) — радянська комсомолка-диверсантка початкової фази німецько-радянської війни. Під час війни — перша жінка, що отримала звання Героя Радянського Союзу. У радянській пропаганді увійшла в історію як уособлення патріотизму та самопожертви.
За офіційною радянською версією, червоноармієць диверсійно-розвідувальної групи штабу Західного фронту. Як рядовий виконавець тактики «спаленої землі» була в листопаді 1941 закинута в тил ворога на територію Московської області, окупованої німецькими військами. При спробі підпалити сільські хати була спіймана селянами й віддана окупаційній німецькій владі, страчена через повішення. У 1942 році посмертно присвоєне звання Героя Радянського Союзу.

## Біографія
Народилась 13 вересня (за іншими данними 8 вересня) 1923 в селі Осино-Гай, нині це Гавриловський район, Тамбовська область, в родині учителів Анатолія Петровича і Любові Тимофіївни Космодем'янських. Батько походив з священницької родини. Його прізвище походить, як і більшість священницьких прізвищ, від назви церкви, де служив його предок.[джерело не вказане 968 днів]
Дід — Петро Іоанович Космодем'янський, був священником Знаменської церкви села Осино-Гай. За непідвердженими данними, в ніч на 27 серпня 1918 Петро Іоанович був схоплений та потопленний в Сосулинському ставку, за звинуваченнями в прикритті контреволюціонерів. Тіло діда було знадйено лише в 1919 році та поховане біля церкви, закритої комуністами.
Молодший брат Олександр Космодем'янський — радянський танкіст, Герой Радянського Союзу, учасник радянсько-німецької війни. Після смерті Зої пішов на фронт у віці 17 років. Оскільки подвиг сестри був сильно розкручений радянською пропагандою, юнаку довірили важкий танк КВ-1, на якому був написано «За Зою».[джерело не вказане 968 днів]
Член ВЛКСМ з 1938 року. В жовтні 1941 року добровільно пішла в диверсійно-розвідувальний загін.
На початку війни Зою разом з іншими комсомольцями в складі спецзагонів готували для диверсійних акцій на окупованих німцями територіях — відповідно до сталінської тактики «спаленої землі». Під час Битви за Москву диверсійним загонам було поставлено завдання спалити всі будівлі в радіусі 200 км від Москви, щоб німецьким військам не було де зігрітися й переночувати. Відомий радянський диверсант Ілля Старинов пізніше назвав ці накази злочинними з моральної, безглуздими та навіть шкідливими з військової точок зору.
Космодем'янська встигла виконати тільки частину бойового наказу, організувавши підпал трьох будинків. Під час другої спроби підпалу мешканець села С. А. Свиридов підняв тривогу, і Космодем'янська була заарештована. Її катували і стратили через повішення 29 листопада 1941 року.
Відповідно до історичних розвідок часу радянської «перебудови» та «гласності», Зоя була типовою радянською комсомолкою — молодою людиною, вихованою на радянських комуністичних закликах та без усякого життєвого досвіду[джерело не вказане 968 днів].

## Підозра на психічне захворювання
У 2016 році публіцист Андрій Більжо (лікар-психіатр за освітою) заявив, що особисто бачив у лікарні імені Кащенка історію хвороби Космодем'янської (за його словами, вона зникла під час перебудови). Її поведінку під час її страти — мовчання та важке пересування ніг, Більжо пояснює як прояв «кататонічного ступору з мутизмом».

## Пам'ять
Могила Зої Космодем'янської знаходиться на Новодівочому цвинтарі в Москві. На Мінському шосе поблизу села Петрищево їй встановлено пам'ятник.

### У Києві
У Києві в 1945 році на розі вулиць Коцюбинського і Чапаєва (нині тут — пам'ятник Олесеві Гончару) було встановлено гіпсову паркову скульптуру Зої Космодем'янської (автор невідомий). У 1985 році її замінили на бронзову (скульптор Анатолій Гайдамака). Упродовж 1990-х —2020-х років громадськість Києва не раз зверталася до місцевої влади з вимогою демонтувати пам'ятник. Наприкінці 1990-х років пам'ятник, що на той час зазнав кількох актів вандалізму, перенесли до скверу на вулиці Олеся Гончара, 74-А. У вересні 2016 році скульптуру було облито фарбою й повалено. У червні 2023 року пам'ятник було демонтовано.